# Rani Khedira
Rani Khedira (Stuttgart, 27 januari 1994) is een Duits voetballer die doorgaans als verdedigende middenvelder speelt. Hij verruilde FC Augsburg in juli 2021 transfervrij voor Union Berlin. Khedira is een jongere broer van Sami Khedira.

## Clubcarrière
Khedira debuteerde op 28 januari 2012 voor VfB Stuttgart II in de 3. Liga, tegen Rot-Weiß Erfurt. Hij werd op 23 oktober 2012 bij het eerste elftal gehaald, maar werd dat seizoen nooit ingezet. Hij debuteerde op 1 september 2013 in de Bundesliga en had van december tot en met februari zes keer een basisplaats in de hoofdmacht, maar raakte die daarna weer kwijt.
Khedira maakte in de zomer van 2014 een overstap naar RB Leipzig, op dat moment actief in de 2. Bundesliga. Hier begon hij als basisspeler, wat hij tot de winterstop ook bleef. Nadat hij in februari een blessure opliep, stond hij twee maanden aan de kant. Aan het begin van 2015/16 moest hij het vooral doen met invalbeurten. Hij vocht zich na de jaarwisseling echter terug in het team en werd dat seizoen tweede met Leipzig, goed voor promotie naar de Bundesliga. Voor Khedira zelf betekende het ook dat zijn rol bij Leipzig zo goed als uitgespeeld was. Hij moest in 2016/17 tot eind november wachten voor zijn eerste invalbeurt en kwam dat seizoen niet verder dan tien wedstrijden. In negen daarvan was hij invaller.
Khedira verruilde de Duitse nummer twee Leipzig in juli 2017 transfervrij voor FC Augsburg, de nummer dertien van de Bundesliga in het voorgaande seizoen. Onder coach Manuel Baum werd hij voor het eerst basisspeler op het hoogste niveau. Dat bleef hij ook na het aantreden van Martin Schmidt in april 2019. Khedira en zijn ploeggenoten slaagden er vier jaar op rij in om in de Bundesliga te blijven.
Khedira verruilde Augsburg in juli 2021 voor Union Berlin. Dat was in het voorgaande seizoen zevende geworden. Als gevolg daarvan mocht Khedira voor het eerst in zijn carrière aantreden in een Europees clubtoernooi, de Conference League. Union moest daarvoor nog wel een kwalificatieronde tegen KuPS doorkomen, maar dat bleek geen probleem. Coach Urs Fischer zag het meteen zitten in Khedira en stelde hem dat seizoen in 32 van de 34 competitiewedstrijden op. Hij werd in 2021/22 vijfde met Union en speelde in het volgende seizoen voor het eerst in de Europa League. Daarin kwamen de club en hij tot de achtste finales. Khedira behoorde in 2022/23 ook tot de vaste kern van spelers die met Union Berlin vierde werden in de Bundesliga. Daarmee plaatsten ze zich voor het eerst in de clubgeschiedenis voor de Champions League. Hij maakte op de laatste speeldag zelf de winnende 1–0 tegen Werder Bremen, waardoor Union Berlin drie punten voor SC Freiburg eindigde.

## Clubstatistieken
| Seizoen     | Club          | Competitie    | Competitie | Competitie | Beker | Beker | Internationaal | Internationaal | Totaal | Totaal |
| Seizoen     | Club          | Competitie    | Wed.       | Dlp.       | Wed.  | Dlp.  | Wed.           | Dlp.           | Wed.   | Dlp.   |
| ----------- | ------------- | ------------- | ---------- | ---------- | ----- | ----- | -------------- | -------------- | ------ | ------ |
| 2013/14     | VfB Stuttgart | Bundesliga    | 9          | 0          | 0     | 0     | —              | —              | 9      | 0      |
| Club totaal | Club totaal   | Club totaal   | 9          | 0          | 0     | 0     | 0              | 0              | 9      | 0      |
| 2014/15     | RB Leipzig    | 2. Bundesliga | 22         | 0          | 2     | 0     | —              | —              | 24     | 0      |
| 2015/16     | RB Leipzig    | 2. Bundesliga | 19         | 0          | 1     | 0     | —              | —              | 20     | 0      |
| 2016/17     | RB Leipzig    | Bundesliga    | 10         | 0          | 0     | 0     | —              | —              | 10     | 0      |
| Club totaal | Club totaal   | Club totaal   | 51         | 0          | 3     | 0     | 0              | 0              | 54     | 0      |
| 2017/18     | FC Augsburg   | Bundesliga    | 30         | 1          | 1     | 0     | —              | —              | 31     | 1      |
| 2018/19     | FC Augsburg   | Bundesliga    | 30         | 4          | 4     | 0     | —              | —              | 34     | 4      |
| 2019/20     | FC Augsburg   | Bundesliga    | 32         | 0          | 1     | 0     | —              | —              | 33     | 0      |
| 2020/21     | FC Augsburg   | Bundesliga    | 27         | 1          | 2     | 0     | —              | —              | 29     | 1      |
| Club totaal | Club totaal   | Club totaal   | 119        | 6          | 8     | 0     | 0              | 0              | 127    | 6      |
| 2021/22     | Union Berlin  | Bundesliga    | 32         | 0          | 5     | 0     | 8              | 0              | 45     | 0      |
| 2022/23     | Union Berlin  | Bundesliga    | 33         | 2          | 3     | 0     | 10             | 0              | 46     | 2      |
| Club totaal | Club totaal   | Club totaal   | 65         | 2          | 8     | 0     | 18             | 0              | 91     | 2      |

Bijgewerkt t/m 15 juli 2023

## Interlandcarrière
Khedira kwam uit voor Duitsland –15, Duitsland –16 en Duitsland –17 en Duitsland –19. In 2012 speelde hij in het laatstgenoemde jeugdelftal zijn laatste interlands.